# Milu Milescu
Milu Milescu (auch Milu Augutstein; * 11. November 1911 in Rumänien; † 6. November 1981 in Ramla) war ein rumänischstämmiger israelischer Schachkomponist und Autor von Schachliteratur.
Milescus Hauptverdienst war zweifellos seine jahrzehntelange Tätigkeit als Schachpublizist.  
Hauptsächlich widmete er sich in seinen Beiträgen den Gemeinsamkeiten von praktischem Spiel und Schachkomposition. Schachmotive wie Festungen, Bauerndurchbrüche, Fesselungen oder Zugwechsel sind nach seiner Ansicht für die Anhänger beider Schachrichtungen relevant.
Als Freund von Kurt Richter arbeitete er an dessen Büchern und den Deutschen Schachblättern mit. Von 1930 bis 1949 war er Herausgeber und Hauptredakteur der rumänischen Zeitschrift Revista Română de Șah. Ab 1962 arbeitete er in der Zeitschrift Shahmat im Redaktionsteam. Außerdem war Milescu ein Redaktionsmitglied der Deutschen Schachzeitung.
Die FIDE ernannte Milescu 1964 zum Internationalen Schiedsrichter für Schachkomposition.
Milescu schloss 1936 ein Pharmaziestudium an der Universität Bukarest ab. 1961 emigrierte er nach Israel. Milu Milescu starb wenige Tage vor seinem 70. Geburtstag.
|   | a | b | c | d | e | f | g | h |   |
| 8 |   |   |   |   |   |   |   |   | 8 |
| 7 |   |   |   |   |   |   |   |   | 7 |
| 6 |   |   |   |   |   |   |   |   | 6 |
| 5 |   |   |   |   |   |   |   |   | 5 |
| 4 |   |   |   |   |   |   |   |   | 4 |
| 3 |   |   |   |   |   |   |   |   | 3 |
| 2 |   |   |   |   |   |   |   |   | 2 |
| 1 |   |   |   |   |   |   |   |   | 1 |
|   | a | b | c | d | e | f | g | h |   |

Lösung:
1. e6xd7+ Ke8–d8

2. Td3–f3! Sf4–d3

3. Tf3–f7! Sd3–e5

4. Tf7xf2 Se5–c4!

5. Tf2–f8+! Kd8xd7

6. Tf8–b8 Sc4–a3+

7. Kb1–a2 Sa3–c4

8. Ka2–b1! Kd7–c6

9. Kb1–c2 Sc4–b6

10. Kc2–b1 mit positionellem Remis.

## Werke
- Hans-Hilmar Staudte und Milu Milescu: Das 1x1 des Endspiels, 3. Auflage 2007; ISBN 3-88805-486-9 und ISBN 978-3-88805-486-0
- Milu Milescu: Sigmund Herland: Problèmes Choisis. 1962